# Unidad Cuitláhuac
La Unidad Cuitláhuac, está ubicada entre las avenidas Cuitláhuac, Pantaco y Rabaúl en la delegación Azcapotzalco.  Es una de las más antiguas del Distrito Federal (1966). En sus ciento diecisiete edificios aloja a más de quince mil habitantes.
El espacio que ocupa está repleto de historia que data desde la época prehispánica. A este lugar se le conocía como Calpulli (barrio) de Huacalco, donde nació Itzcoatl, hijo de Acamapichtli y de una esclava tepaneca. Fue el Tlatoani que reinaba cuando se dio el movimiento libertador de los mexicas. 
Itzcoatl mando construir un gran monumento en memoria de su madre. Durante la colonia en el siglo XVII se construyó sobre éste una Parroquia llamada San Juan Huacalco que permanece hasta el día de hoy , es reconocida como monumento histórico. Junto a esta se construyó un edificio moderno y es conocida con el nombre de San Juan Apóstol y Evangelista.
La Unidad Cuitláhuac ha sido morada de personas reconocidas el ámbito artístico y cultural como Chava Flores, compositor y cantante y el maestro Guillermo Samperio, escritor.
- Datos: Q6156076